# Es Caló de S'Algar
La playa Es Caló de S'Algar está situada en Santa Eulalia del Río, en la parte oriental de la isla de Ibiza, en la comunidad autónoma de las Islas Baleares, España.
Es una playa de arena blanca con un buen equipamiento para los visitantes que la frecuentan.